# Ernst Walter Stummer
Ernst Walter Stummer (* 23. September 1938 in Wien) ist ein österreichischer Krimineller. Stummer war rund 30 Jahre inhaftiert und hat Österreich beim Europäischen Gerichtshof für Menschenrechte auf Pensionsmonate für seine Gefängnisarbeit geklagt.

## Leben
Stummer, der den Beruf eines Bäckers erlernte, wuchs bei seiner Mutter in einem Döblinger Gemeindebau auf, kam dann in ein Jugendheim und wurde mit 15 Jahren erstmals inhaftiert. Mit 22 Jahren erhielt er seine erste größere Strafe, indem er zu sechs Monaten schwerem Kerker verurteilt wurde. 1976 wurde via Aktenzeichen XY … ungelöst nach ihm gefahndet.
Stummer publizierte das „Männermagazin Sewuz“ und betrieb einen Hostessen-Service. 2009 veröffentlichte er seine Lebensgeschichte im Buch „Der Einbrecherkönig“, das im V. F. Sammler-Verlag erschien. 2010 trat er gemeinsam mit dem Ex-Chef des Sicherheitsbüros Max Edelbacher auf der Kleinkunstbühne Kaisermühlner Werkl auf.
1999 beantragte Stummer die Frühpension. Diese wurde ihm verwehrt, weil er die notwendige Anzahl von 240 Versicherungsmonaten nicht hatte. Dies beeinspruchte er in allen Instanzen. Am 4. November 2002 klagte er Österreich über den Europäischen Gerichtshof für Menschenrechte (EGMR), dass die Zeit seiner Arbeit im Gefängnis auf seinen Pensionsanspruch anzurechnen sei (Application Nr. 37452/02). Dies wurde 2011 vom EGMR in öffentlicher Verhandlung abgewiesen.
Im Dezember 2012 wurde der mittlerweile 74-Jährige wegen Diebstahls am Landesgericht Wien erneut zu 18 Monaten unbedingter Haft verurteilt.
Stummer war zweimal verheiratet.
Im Alter wurde Stummer selbst Opfer eines Raubüberfalls. Am 4. Oktober 2023 wurde er von einer ungarischen Bande beraubt, die gezielt ältere, alleinstehende Männer ins Visier nahm. Zwei Frauen aus der Bande nutzten gefälschte Profile auf Dating-Plattformen, um sich mit ihren Opfern zu verabreden. Bei einem Treffen mit Stummer lenkte eine der Frauen seine Aufmerksamkeit ab, während die andere ihm ein Betäubungsmittel in sein Getränk mischte. Nachdem er eingeschlafen war, durchsuchten die Frauen seine Wohnung und stahlen 50 Euro sowie eine Armbanduhr.